# Mademba Sy
Mademba Sy o Mademba Seye (nascut el 3 de març de 1842 a Podor o a Sant Louis del Senegal i mort el 25 de juliol de 1918) fou el faama (rei governador) del regne de Sansanding creat pels francesos al Ségou el 1891.

## Biografia

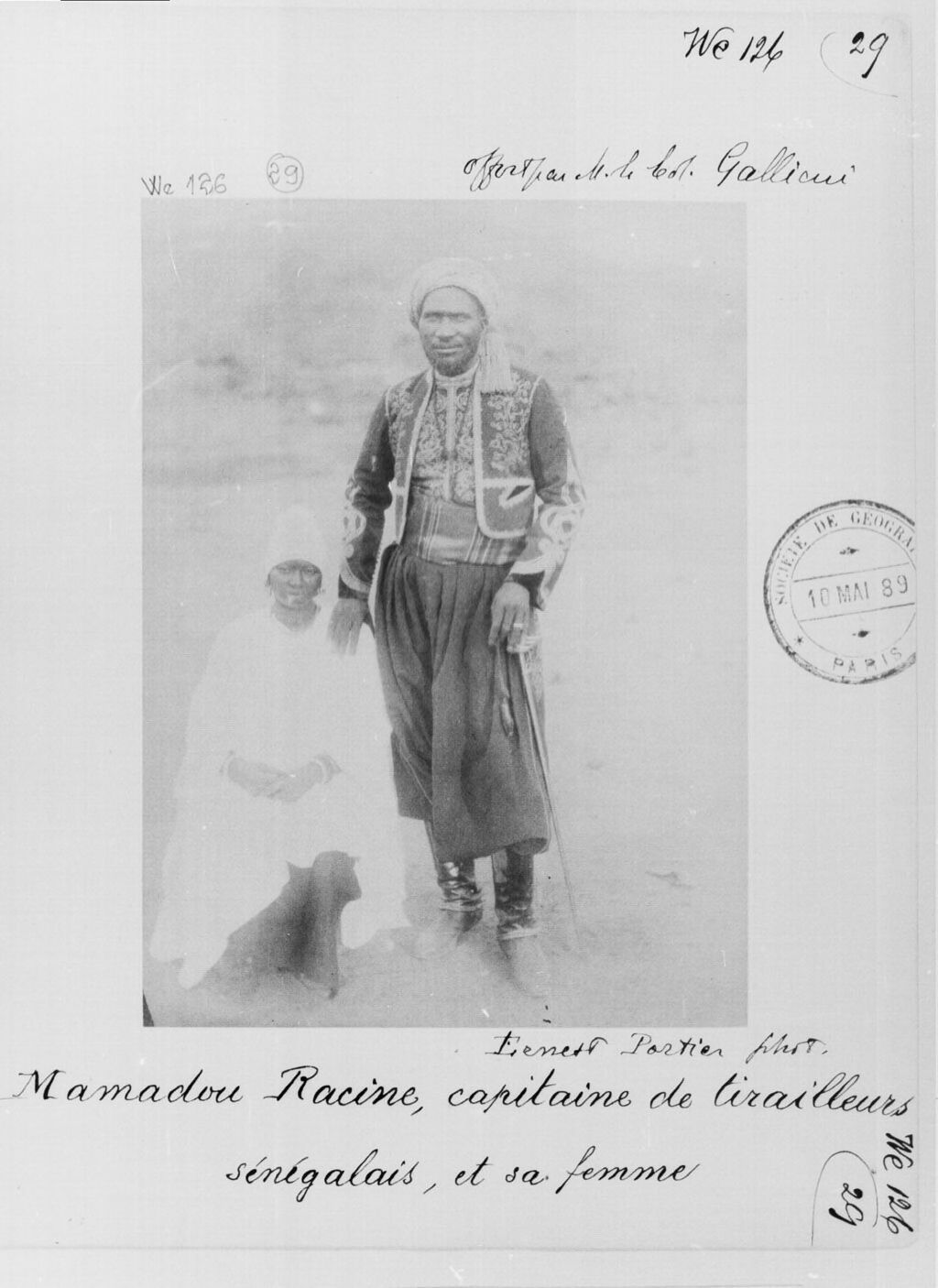

Certes fonts donen com lloc de naixement Podor
Mademba Sy era net de Mbaye Sy, membre influeixen del clan Torobe Fulbe de Senegal i igualment net d'al Hadjdj Umar cap religiós islàmic oponent a l'expansió francesa. Era fill d'un cap del Waalo anomenat Baye Sy (Seye) i de la seva esposa Senda Dia. A més era germà de Mamadou Racine (1832-1902) primer oficial indígena dels tiradors senegalesos.
Va arribar a tinent i a continuació a capità.
Mademba Sy tenia sis o set esposes als setanta-cinc anys.
Cinc dels seus fils van anar a estudiar al Liceu de El-Djezair à Alger el 3 de juliol de 1904. Dos altres seguiran però tres dels germans no sobreviuren a les malalties i al clima. Els fills Abdel Kader i Cheick esdevindran oficials dels tiradors senegalesos, Mamadou Racine serà enginyer agrònom i Ben Daoud mesntre de l'administració colonial.

## Carrera política
En 1880 el tinent-coronel Bornis-Desbordes es va fixar amb Mademba Sy. Esdevindrà constructor de línies telegràfiques entre les quals la de Médine a Kita. Mademba Seye s'integra molt ràpidament en el procés de colonització del territori i ret grans serveis.
Mademba Sy fou igualment pròxim al coronel Louis Archinard (1850-1932), quan va capturar Ségou el 1890, sent considerat l'encarnació del « colonialisme triomfant ».
El 1891 després de la presa de Nioro (Kaarta) i del conjunt dels Estats Tuculors, el Regne de Sansanding fou confiat a Mademba Sy en agraïment la seva col·laboració i fidelitat.
Mademba Seye serà el primer cap del buró polític del Sudan, Francès és a dir el primer predecessor del Governador de l'Àfrica Occidental Francesa Jean-Baptiste Chaudié el 16 de 16 de 16 Un títol equivalent a un rei, però un regne en vitalici, sense transmissió hereditària possible, el seu títol solemne s'acabarà a la seva mort.
Al segle xx es van realitzar proves de plantació de cotoneres en la regió de Ségou i el faama Mademba, sobirà de Sansanding, donava excel·lents notícies del seu cultiu. Es va proposar d'anar a França el 1906. El 21 d'octubre de 1906 es va presentar a Auberchicourt per visitar la Companyia de les mines d'Aniche, acompanyat del seu nebot Iba Diaye i del explorateur Chevalier i fou rebut per l'alcalde el Sr. Poteau i el Sr. Lemay el gerent de les mines de Aniche.

## Distincions
- Cavaller de la légion d'Honor el 30 de novembre de 1886